# Chiesa della Trasfigurazione di via Il'ina
La chiesa della Trasfigurazione di via Il'ina (in russo Церковь Спаса Преображения на Ильине улице?, Cerkov' Spasa Preobraženija na Il'ine ulice) è una chiesa ortodossa russa di Velikij Novgorod situata nel quartiere commerciale (Torgovaja storona), al di là della riva destra del fiume Volchov.

## Storia
Le antiche cronache russe menzionano questa chiesa come luogo del miracolo dell'icona della Madre di Dio del Segno che avrebbe salvato la città di Novgorod durante l'assedio del 1169, quando l'arcivescovo Il'ja trasferì la suddetta icona dalla chiesa alle mura dell'ostrog della periferia cittadina, gesto che avrebbe protetto Novgorod dai nemici.
In onore di tale evento venne quindi eretta la chiesa in pietra della Trasfigurazione nel 1374, e di fronte ne fu costruita una dedicata alla Madonna del Segno. Quest'ultima venne ricostruita alla fine del XVII secolo e ricevette lo status di cattedrale.
Quattro anni dopo il suo completamento, la chiesa venne affrescata da Teofane il Greco per ordine del boiardo Vasilij Danilovič Cholmskij. Nel XVI secolo fu uno dei luoghi di culto più venerati a Novgorod, poi tra il XVIII e il XIX secolo rimase pressoché intatta, sino all'aggiunta del nartece a ovest del campanile avvenuta intorno al 1831. Questo periodo fu caratterizzato dal graduale abbandono del tardo classicismo in favore dell'eclettismo, come avvenne per tutta l'architettura di Novgorod che si ispirava ai modelli di San Pietroburgo. La riscoperta degli affreschi di Teofane il Greco diede un nuovo lustro all'edificio e contribuì a comprendere meglio l'opera di questo artista. Durante i lavori di restauro del 1936 il nartece e il campanile vennero smantellati.
Durante la seconda guerra mondiale l'edificio subì alcuni danni da una granata che distrusse la volta del braccio occidentale della croce e parte dei
frontoni. Nel 1946 l'edificio venne fortificato con una cinta di cemento armato, le feritoie per mitragliatrici praticate dai tedeschi nella parte superiore del quadrilatero e nel tamburo vennero chiuse, mentre parte delle volte venne restaurata. Attorno al 1970 i pressi dell'altare furono oggetto di scavi architettonici e archeologici, grazie ai quali vennero rinvenuti un antico trono e una panca nell'altare con le fondamenta di un trono vescovile, nonché ulteriori affreschi. Il tetto in rame tutt'ora esistente venne installato tra il 1983 e il 1984.

## Architettura

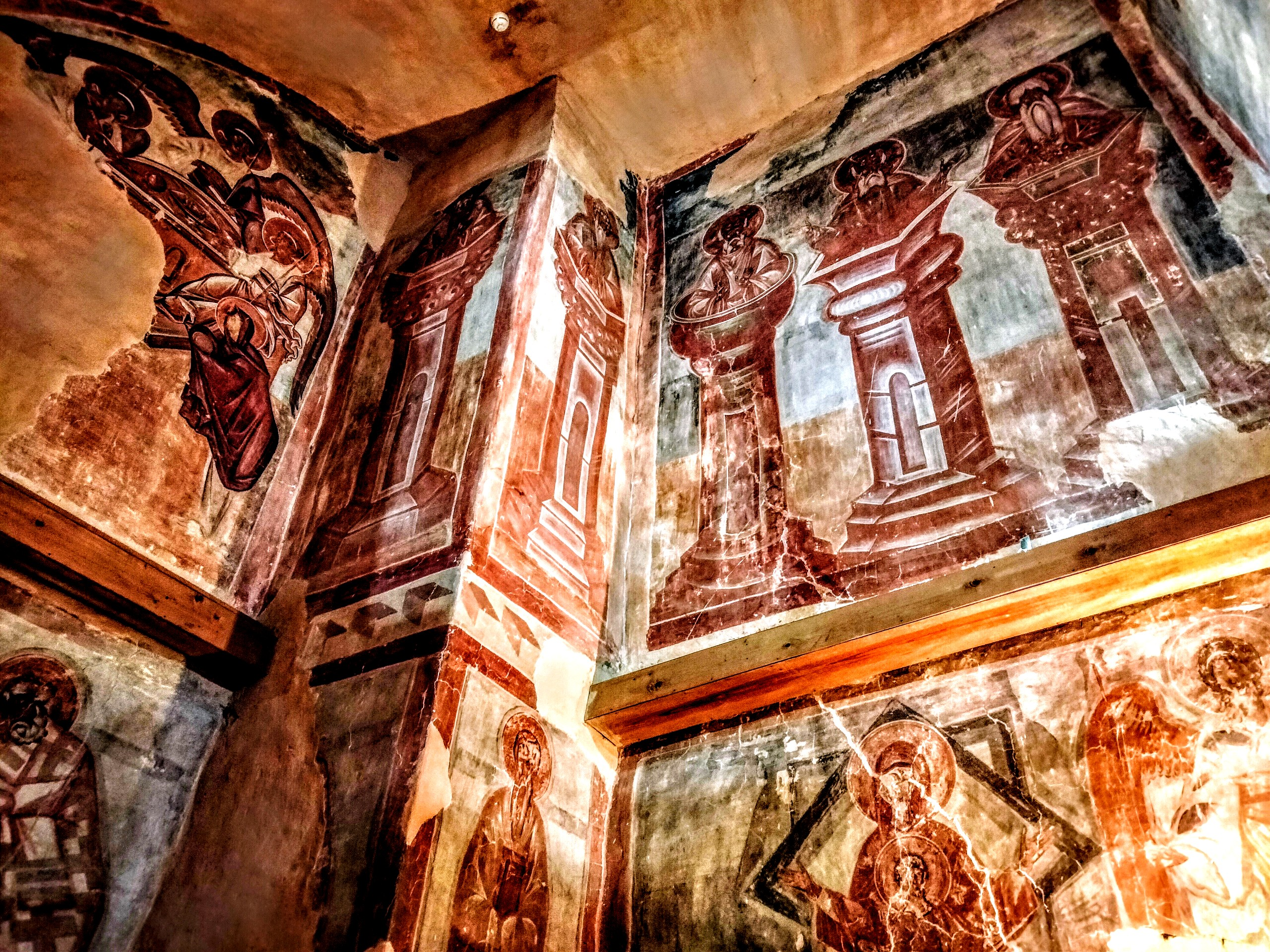
Affreschi di Teofane il Greco

L'edificio ha una forma a torre slanciata verso l'alto e possiede quattro pilastri, un solo abside e una cupola, caratteristiche comuni con il resto delle chiese tipiche della scuola di Novgorod. Gli archi, le volte e il tamburo con la cupola sono realizzati in mattoni. La dinamicità delle facciate è accentuata dalle lame a doppio gradino, dagli archi decorativi e dagli elementi romanici e gotici, come l'abside a due piani e le finestre a sesto acuto.
Le pareti sono decorate con le croci del Calvario e con dipinti risalenti alla fine del XIV secolo, come la Nostra Signora del Segno e la Nostra Signora Odigitria. Il tamburo possiede 4 cinture decorative con delle nicchie, un cordolo e un passante, mentre il synthronon è conservato nell'abside. Gli affreschi di Teofane il Greco mostrano una severa spiritualità dei volti, le manifestazioni di idee esicaste e una palette cromatica scarna. Nella cupola è raffigurato il Cristo Pantocratore circondato da arcangeli e serafini, nel tamburo sono raffigurati gli antenati e i profeti, mentre sulle volte sono dipinti frammenti di scene evangeliche. La cappella della Trinità conserva i dipinti della Trinità e della Nostra Signora del Segno.